# Aubri de Montoire
Aubri de Montoire, alias Aubri de Nouatre ( ?? - 1072), fut seigneur de Montoire de 1059 à 1070.
Il épousa Plaisante, fille de Nihard de Montoire. Ils n'eurent pas d'enfant.
Aubri est issu de la famille des Seigneurs de Nouâtre en Touraine.  
Son prédécesseur est Nihard de Montoire.
Son successeur est Hamelin II de Montoire.